# Ulf Greber
Ulf Greber, född 30 september 1912 i Oslo, död på samma ort 27 maj 1979, var en norsk fotograf och regissör

## Filmfoto i urval
- 1940 – Vildmarkens sång
- 1940 – Tante Pose
- 1940 – Mannen som alla ville mörda
- 1940 – Tørres Snørtevold
- 1941 – Gullfjellet
- 1941 – Hansen og Hansen